# マイセン辺境伯

マイセン辺境伯領
Markgrafschaft Meißen (ドイツ語)

11世紀初めのマイセン辺境伯領

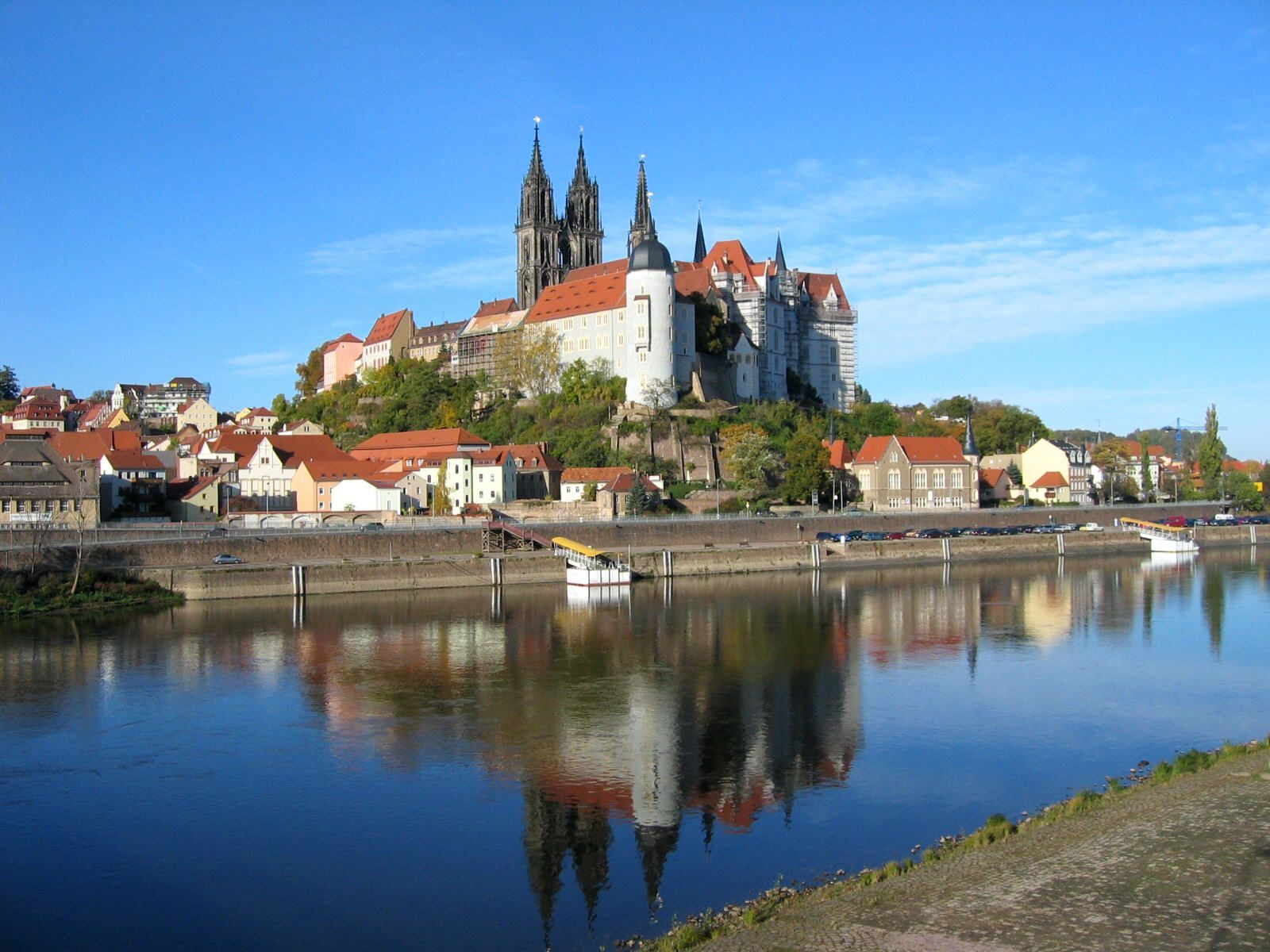
アルブレヒト城および大聖堂

マイセン辺境伯（Markgraf von Meißen）は、中世ドイツの有力な諸侯及びその称号の一つ。その領邦は現在のザクセン州の一部にあたる。

## 歴史
東フランク国王ハインリヒ1世は928年から929年のスラブ地方への出兵に際し、エルベ川に面した丘陵の上に城塞を建造した。この城は近くを流れる小川マイザ川にちなんで命名された。この城の麓には、その世紀の内に街が開け、同じ名（マイセン）で呼ばれるようになった。965年に神聖ローマ皇帝オットー1世がマイセン辺境伯を任命したとされるが、文献上の証拠は968年のものが最も古い記録である。この年、マイセンの城山は、新たに設けられたマイセン司教区の司教のための司教座にもなった。1068年からはこれに加えて、マイセン城伯が設けられた。この頃からマイセン城伯領は発展を遂げ、マインヘリンク家を興す事になる。
これに対してマイセン辺境伯領は965年にゲロ辺境伯領の分割によって創設され、11世紀にはナイセ川まで、後には南に拡大しエルツ山地にまでその版図を拡げた。983年にリクダックがマイセン辺境伯に任命されたのは確実で、985年以降はエッケハルディン家がこの位を継承した。1046年からはヴァイマール＝オーラミュンデ伯家、1067年にブルノン家と続いたが、1089年にブルノン家のエクベルト2世は叙任権闘争に関わって解任された。同年、義弟に当たるヴェッティン家のハインリヒ1世が後継となり、マイセン辺境伯領はそのまま維持される事となった。その後の辺境伯達、特にコンラート、オットー、ディートリヒは領土を拡げ強化を図った。
ハインリヒ3世は、1243年/1255年にまず、嫁資としてアルテンブルク周辺のプライセンラント地方を獲得した。次いで叔父のハインリヒ・ラスペが子供を遺さずに1247年に亡くなったことから起こったテューリンゲン方伯領をめぐる遺産相続争いに、1264年に打ち勝った。こうして領土拡大は成功したが、子のアルブレヒト2世と孫のフリードリヒ1世との間で内戦が発生、一時はテューリンゲンを失う事になった（後に奪回）。この内戦のさなかにローマ王アルブレヒト1世はマイセン辺境伯領を自らの版図に収めようと試みたが、1307年のルッカの戦いで挫折した。
その後、ヴェッティン家の数人の男系血縁者による共同統治となり、1382年と1445年にはマイセン辺境伯領、テューリンゲン方伯領、およびプライセンラントがその対象となった。一方、この地方の他の家系はしばしば断絶し、ヴェッティン家は結婚や購入、あるいは戦争によってこうした土地を手に入れてその影響地域を拡大、1426年にはマイセン城伯の権限をも手に入れた。15世紀末のヴェッティン家の勢力はヴェラ川とオーデル川の間の地域にまで程度の差こそあれ拡大している。
1423年にマイセン辺境伯フリードリヒ4世にザクセン＝ヴィッテンベルク公の位が与えられた。更に同年、ザクセン選帝侯にも選ばれた（フリードリヒ1世）。これにより、ザクセン選帝侯領内のマイセン辺境伯領は、独立した領邦国家としての性質を失った。フリードリヒ1世の孫のエルンストとアルブレヒトの兄弟間でなされた1485年のライプツィヒ分割は、長期にわたってザクセンとテューリンゲンを分けている。同時に、ヴェッティン家もエルンストの家系（エルネスティン家）とアルブレヒトの家系（アルベルティン家）に分かれていった。
本来のマイセン辺境伯領は、現在のマイセン郡とほぼ同じであった。

## 歴代マイセン辺境伯の一覧
| 家系                           | 名前                                         | 統治期間        | 備考                                                        |
|                                | ヴィクベルト Wigbert                         | 965年 - 976年   |                                                             |
|                                | ティートマール1世 Thietmar I.                | 976年 - 979年   | メルゼブルク辺境伯でもある                                  |
| エッケハルディン家             | ギュンター Günther von Merseburg             | 981年 - 982年   | メルゼブルク辺境伯でもある                                  |
| ヴェッティン家？               | リクダック Rikdag II.                        | 978年 - 985年   | 982年以降メルゼブルク辺境伯でもある。                       |
| エッケハルディン家             | エッケハルト1世 Ekkehard I. von Meißen       | 985年 - 1002年  | ギュンターの長男                                            |
| エッケハルディン家             | グンツェリン Gunzelin von Kuckenburg         | 1002年 - 1010年 | ギュンターの次男、エッケハルト1世の弟                       |
| エッケハルディン家             | ヘルマン1世 Hermann I.                       | 1009年 - 1038年 | エッケハルト1世の長男                                       |
| エッケハルディン家             | エッケハルト2世 Ekkehard II. von Meißen      | 1032年 - 1046年 | エッケハルト1世の次男、ヘルマン1世の弟                      |
| ヴァイマル伯家                 | ヴィルヘルム Wilhelm von Weimar              | 1046年 - 1062年 | ヴァイマル伯ヴィルヘルム3世の長男                           |
| ヴァイマル＝オーラミュンデ伯家 | オットー Otto I. von Weimar-Orlamünde        | 1062年 - 1067年 | ヴァイマル伯ヴィルヘルム3世の次男、ヴィルヘルムの弟         |
| ブルノン家                     | エクベルト1世 Ekbert I.                      | 1067年 - 1068年 | フリースラント辺境伯リウドルフの次男                        |
| ブルノン家                     | エクベルト2世 Ekbert II.                     | 1068年 - 1089年 | エクベルト1世の息子                                         |
| プシェミスル家                 | ヴラチスラフ2世 Vratislav II.                | 1076年 - 1089年 | ボヘミア王も兼ねた                                          |
| ヴェッティン家                 | ハインリヒ1世 Heinrich I. von Eilenburg      | 1089年 - 1103年 |                                                             |
| ヴェッティン家                 | ハインリヒ2世 Heinrich II. von Eilenburg     | 1103年 - 1123年 |                                                             |
|                                | ヴィプレヒト2世 Wiprecht II.                 | 1123年 - 1124年 |                                                             |
|                                | ヘルマン2世 Hermann II. von Winzenburg       | 1124年 - 1129年 | フォルムバッハ伯の一門でもある                              |
| ヴェッティン家                 | コンラート1世 Konrad der Große               | 1125年 - 1157年 | ハインリヒ1世の従兄弟                                       |
| ヴェッティン家                 | オットー Otto der Reiche                     | 1157年 - 1190年 | コンラート1世の息子                                         |
| ヴェッティン家                 | アルブレヒト1世 Albrecht der Stolze          | 1190年 - 1195年 | オットーの長男                                              |
| ヴェッティン家                 | ディートリヒ Dietrich der Bedrängte          | 1198年 - 1221年 | オットーの次男、アルブレヒト1世の弟                         |
| ヴェッティン家                 | ハインリヒ3世 Heinrich III. der Erlauchte    | 1221年 - 1288年 | ディートリヒの息子                                          |
| ヴェッティン家                 | アルブレヒト2世 Albrecht der Entartete       | 1288年 - 1292年 | ハインリヒ3世の長男                                         |
| ヴェッティン家                 | フリードリヒ・トゥタ Friedrich Tuta          | 1288年 - 1291年 | ハインリヒ3世の孫、アルブレヒト2世の甥                      |
| ヴェッティン家                 | フリードリヒ1世 Friedrich I. der Freidige    | 1292年 - 1323年 | アルブレヒト2世の長男                                       |
| ヴェッティン家                 | フリードリヒ2世 Friedrich II. der Ernsthafte | 1323年 - 1349年 | フリードリヒ1世の息子                                       |
| ヴェッティン家                 | フリードリヒ3世 Friedrich III. der Strenge   | 1349年 - 1381年 | フリードリヒ2世の長男                                       |
| ヴェッティン家                 | ゲオルク Georg                               | 1380年 - 1401年 | フリードリヒ3世の三男、フリードリヒ4世、ヴィルヘルム2世の弟 |
| ヴェッティン家                 | ヴィルヘルム1世 William I. der Einäugige     | 1382年 - 1407年 | フリードリヒ2世の次男、フリードリヒ3世の弟                  |
| ヴェッティン家                 | ヴィルヘルム2世 Wilhelm II. der Reiche       | 1407年 - 1425年 | フリードリヒ3世の次男、フリードリヒ4世の弟、ゲオルクの兄    |
| ヴェッティン家                 | フリードリヒ4世 Friedrich der Streitbare     | 1407年 - 1428年 | フリードリヒ3世の長男。後にザクセン選帝侯に選ばれた。       |